# Metropolia di Metimna
.

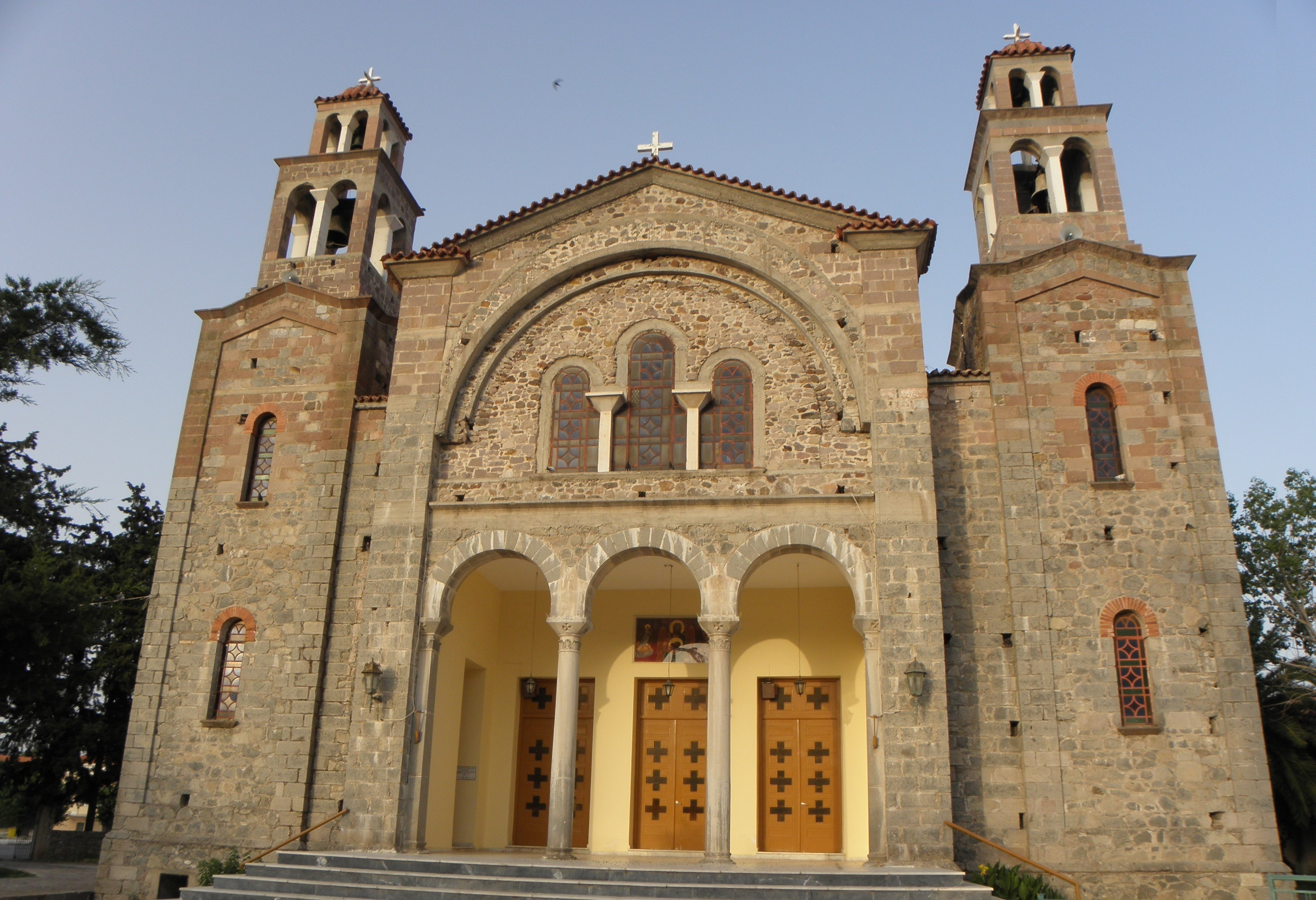
La cattedrale metropolitana di San Giovanni Battista di Kalloni.

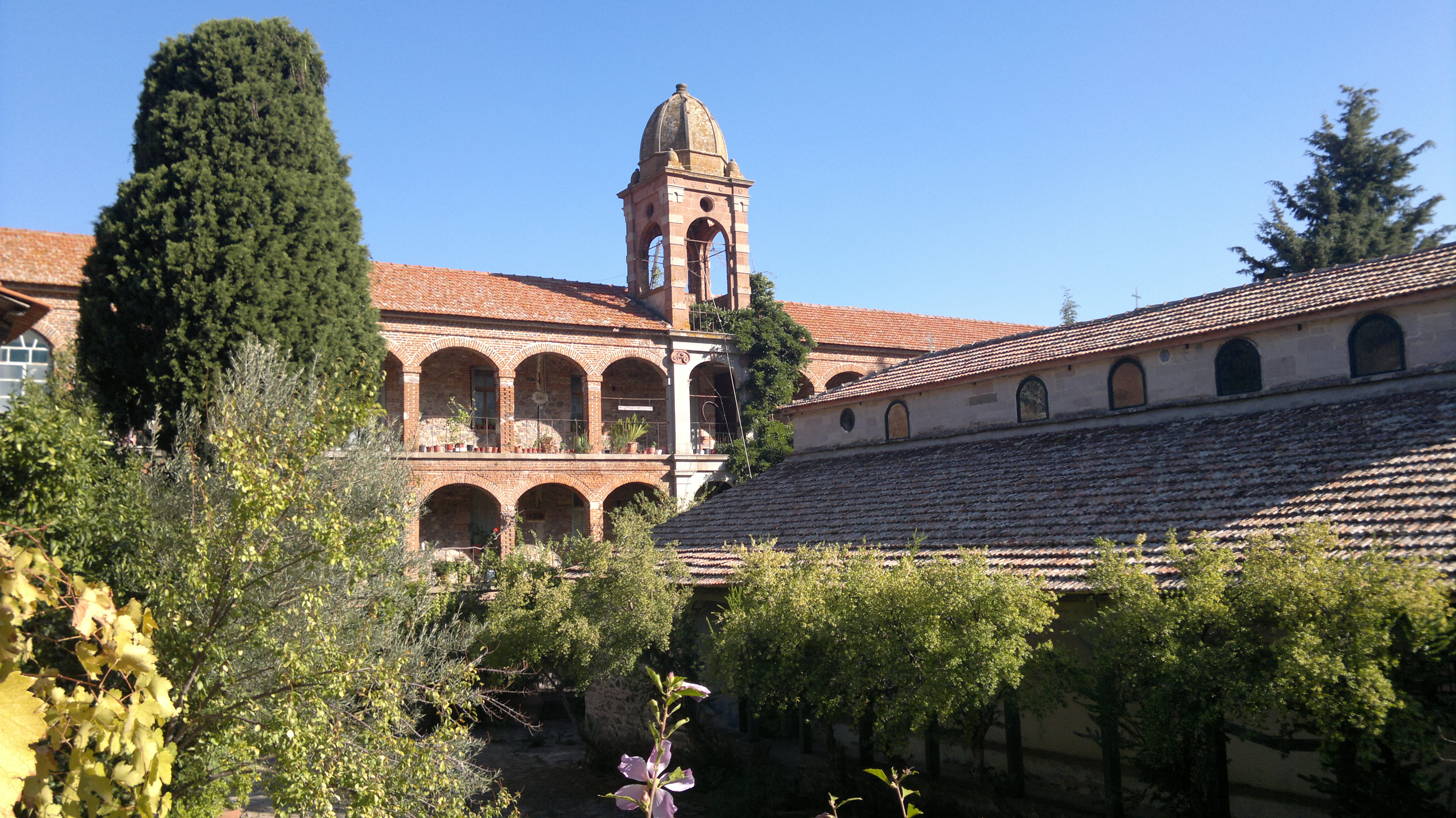
Il chiostro del Monastero di Leimonos, fondato dal metropolita sant'Ignazio Agallianos nella prima metà del XVI secolo

La metropolia di Metimna (in greco: Ιερά Μητρόπολις Μηθύμνης; Ierá Mitrópolis Mithýmnis) è una diocesi del patriarcato ecumenico di Costantinopoli, pastoralmente affidata alla Chiesa di Grecia.
Dal 6 maggio 1984 il metropolita è Crisostomo Kalamazianos.

## Territorio
La metropolia si estende su parte dell'isola di Lesbo, e comprende 37 parrocchie raggruppate in 3 arcipresbiterati: Kalloni, Metimna e Mandamádos.
Sede metropolitana è la città di Kalloni, dove si trova la cattedrale metropolitana di San Giovanni Battista (Ιωάννης ο Πρόδρομος).

## Storia
Metimna è un'antica sede arcivescovile della Grecia, sull'isola di Lesbo. La diocesi fu eretta dopo il 451 ed era inizialmente suffraganea dell'arcidiocesi di Rodi. Il primo vescovo conosciuto è Cristodoro, che nel 520 sottoscrisse una lettera che annunciava a papa Ormisda la morte del patriarca Giovanni, l'elezione del suo successore Epifanio e la volontà dei sottoscrittori di raggiungere la pace ponendo fine allo scisma acaciano.
Verso la metà del VII secolo fu elevata al rango di arcidiocesi autocefala, cioè immediatamente soggetta al patriarca di Costantinopoli. In seguito, probabilmente all'epoca dell'imperatore Michele VII Ducas (1071-1078), divenne una metropolia, e come tale è documentata in tutte le Notitiae Episcopatuum del patriarcato fino agli inizi del XV secolo.
Nella prima metà del XVI secolo il metropolita Ignazio Agallianos trasferì la sede della metropolia a Kalloni, dove fu eretta la cattedrale, restaurata alla fine del Settecento dal metropolita Dionisio Karamitsas.

## Cronotassi
- Cristodoro † (menzionato nel 520)[1]
- Andrea † (menzionato nel 680/681)[4]
- Teofilatto † (menzionato nel 691/692)[5]
- Eustrazio † (menzionato nel 787)[6]
- Giacomo † (menzionato nell'869/870)[7]
- Costantino † (prima metà dell'XI secolo)[8]
- Filarete † (metà dell'XI secolo)[9]
- Giorgio † (menzionato nel 1072)[8]
- Anonimo † (prima del 1082)[8]
- Giorgio (Xilopoulos) † (menzionato nel 1143)[8]
- Michele (Bouches) † (menzionato nel 1157)[8]
- Nicola † (menzionato nel 1166 e 1167)[8]
- Teodoro † (prima del 1173 - dopo il 1177)[8]
- Michele † (menzionato nel 1250)[8]
- Niceforo † (prima del 1261)[8]
  - Niceforo Moschopoulos † (prima del 1305) (proedro)[10]
  - Cirillo † (dal 1305) (proedro)[11]
- Malachia † (1315 - 1347)[12]
  - Neofito † (menzionato nel 1365) (proedro)[13]
- Caritone † (menzionato nel 1370 e 1371)[14]
- Matteo † (menzionato nel 1484)
- Macario † (prima del 1516 - dopo marzo 1527)
- Sant'Ignazio Agallianos † (1531 - 1555 dimesso)
- Michele † (menzionato nel 1560)
- Ippolito † (1570 - settembre 1576 eletto metropolita di Chio)
- Neofito † (menzionato nel 1576)
- Macario † (menzionato nel 1590)
- Raffaele † (1596 - marzo 1603 eletto patriarca di Costantinopoli)
- Gregorio † (prima del 1607 - dopo 1614)
- Gabriele † (prima del 1616 - 24 febbraio 1621)
- Cornelio † (prima di aprile 1636 - 1652 deceduto)
- Antimo † (6 febbraio 1652 - 2 agosto 1656 dimesso)
- Macario † (agosto 1656 - 1697)
- Callinico † (menzionato nel 1697)
- Antimo † (menzionato nel 1699)
- Melezio † (prima del 1714 - dopo 1716)
- Antimo † (prima del 1721 - dopo 1733)
- Arsenio † (1737 - dopo settembre 1748)
- Dionisio † (1749 - 1751 dimesso)
- Arsenio † (1751 - 1774) (per la seconda volta)
- Dionisio Karamitsas † (1774 - 1801 dimesso)
- Panareto † (maggio 1801 - giugno 1817 dimesso)[15]
- Partenio Katsakoulis † (giugno 1817 - 19 dicembre 1831 deceduto)
- Giacomo Paleologo † (dicembre 1831 - 23 settembre 1842 deceduto)
- Sofronio † (30 settembre 1842 - 1849 deceduto)
- Aussenzio † (agosto 1849 - 23 agosto 1853 deceduto)
- Agatangelo † (31 agosto 1853 - 1º maggio 1873 eletto metropolita di Iconio)
- Paisio Kourendis † (maggio 1873 - 23 marzo 1881 eletto metropolita di Imbro)
- Niceforo Glykas † (23 marzo 1881 - 13 febbraio 1896)
- Stefano Soulidis † (13 febbraio 1896 - 22 luglio 1915 deceduto)
- Basilio Kombopoulos † (2 dicembre 1916 - 25 ottobre 1922 dimesso)[16]
- Dionisio Minas † (25 ottobre 1922 - 12 settembre 1951 deceduto)
  - Sede vacante (1951-1956)
- Costantino Kardamenis † (22 aprile 1956 - 16 novembre 1965 eletto metropolita di Serres)
- Giacomo Maliaros † (23 novembre 1965 - 22 marzo 1984 deceduto)
- Crisostomo Kalamazianos, dal 6 maggio 1984